# Garou (Bénin)
Pour les articles homonymes, voir Garou (homonymie).
Garou est un arrondissement situé dans le département de l'Alibori au Bénin. Il est placé sous juridiction administrative de la commune de Malanville.

## Histoire
Garou devient officiellement un arrondissement le 27 mai 2013 après la délibération et l'adoption par l'assemblée nationale du Bénin en sa séance du 15 février 2013 de  la loi n° 2013-O5 du 15/02/2013 portant création, organisation, attributions et fonctionnement des unités administratives  locales en République du Bénin,.

## Administration
Garou fait partie des cinq arrondissements que compte la commune de Malanville. Dans l'arrondissement, on dénombre 10 quartiers et villages : Garou-béri, Garou-tédji, Garou-tédji-gorobani, Kambouwo-Tounga, Tounga-tédji, Garou-wénou kanin, Djindégabi-Tounga, Wanda, Monkassa et Gaabo,,.

## Population
Selon le recensement général de la population et de l'habitation (RGPH4) de l'institut national de la statistique et de l'analyse économique (INSAE) au Bénin en 2013, la population de Garou s'élève à 27 638 habitants dont 13 366 hommes et 14 272 femmes.

## Galerie de photos

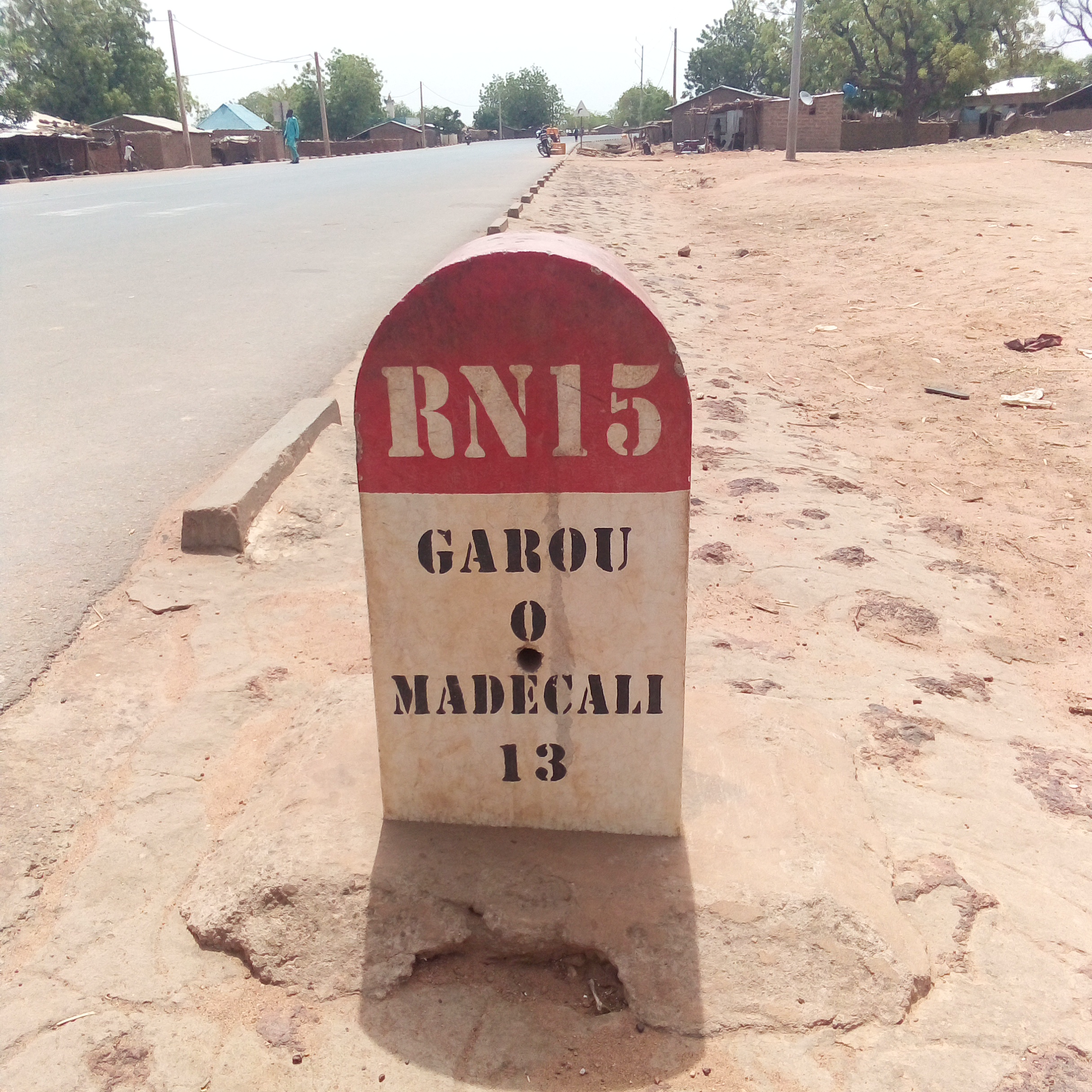
Borne Garou et Madécali
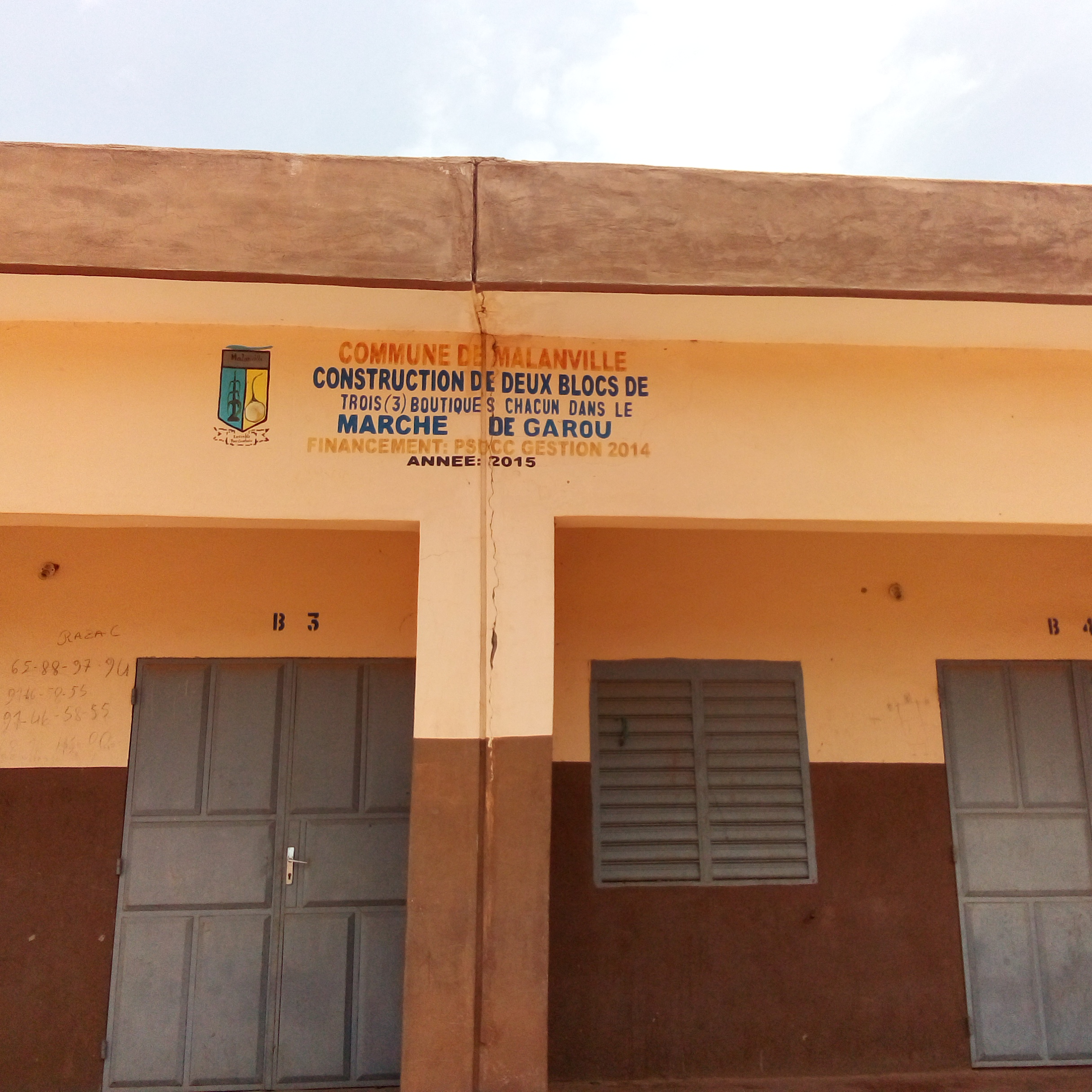
Bâtiment du Marché de Garou
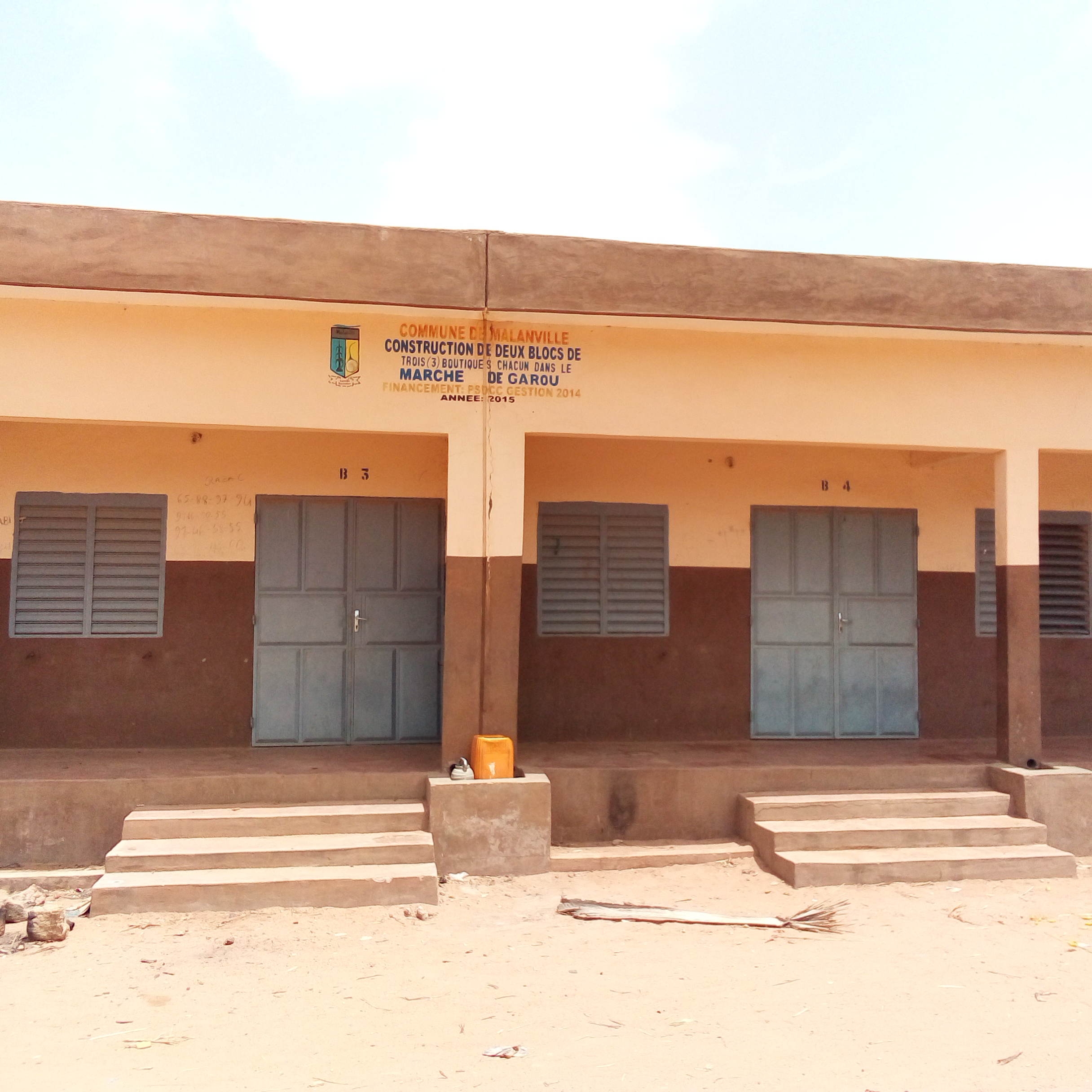
Marché de Garou
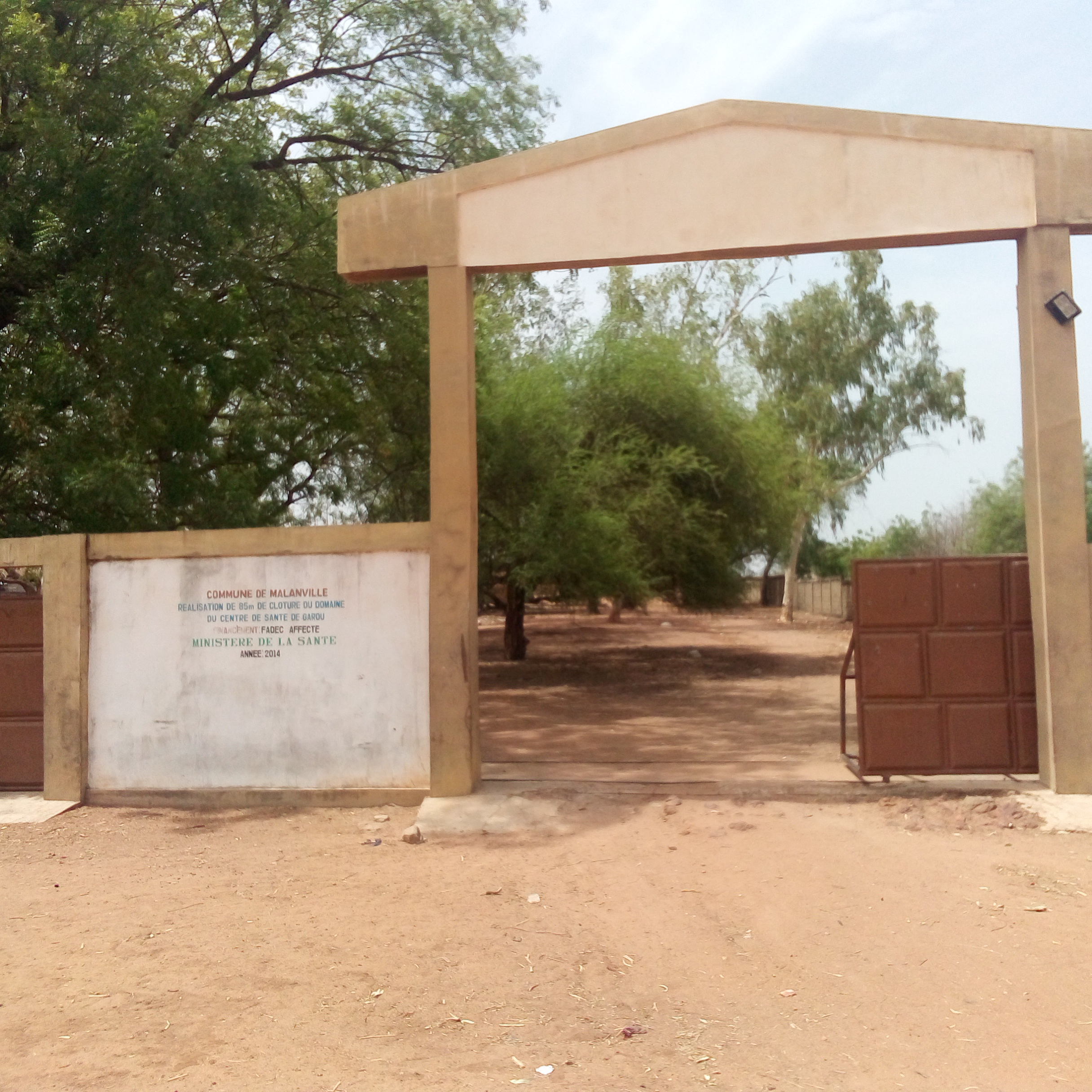
Entrée du centre de Santé de Garou
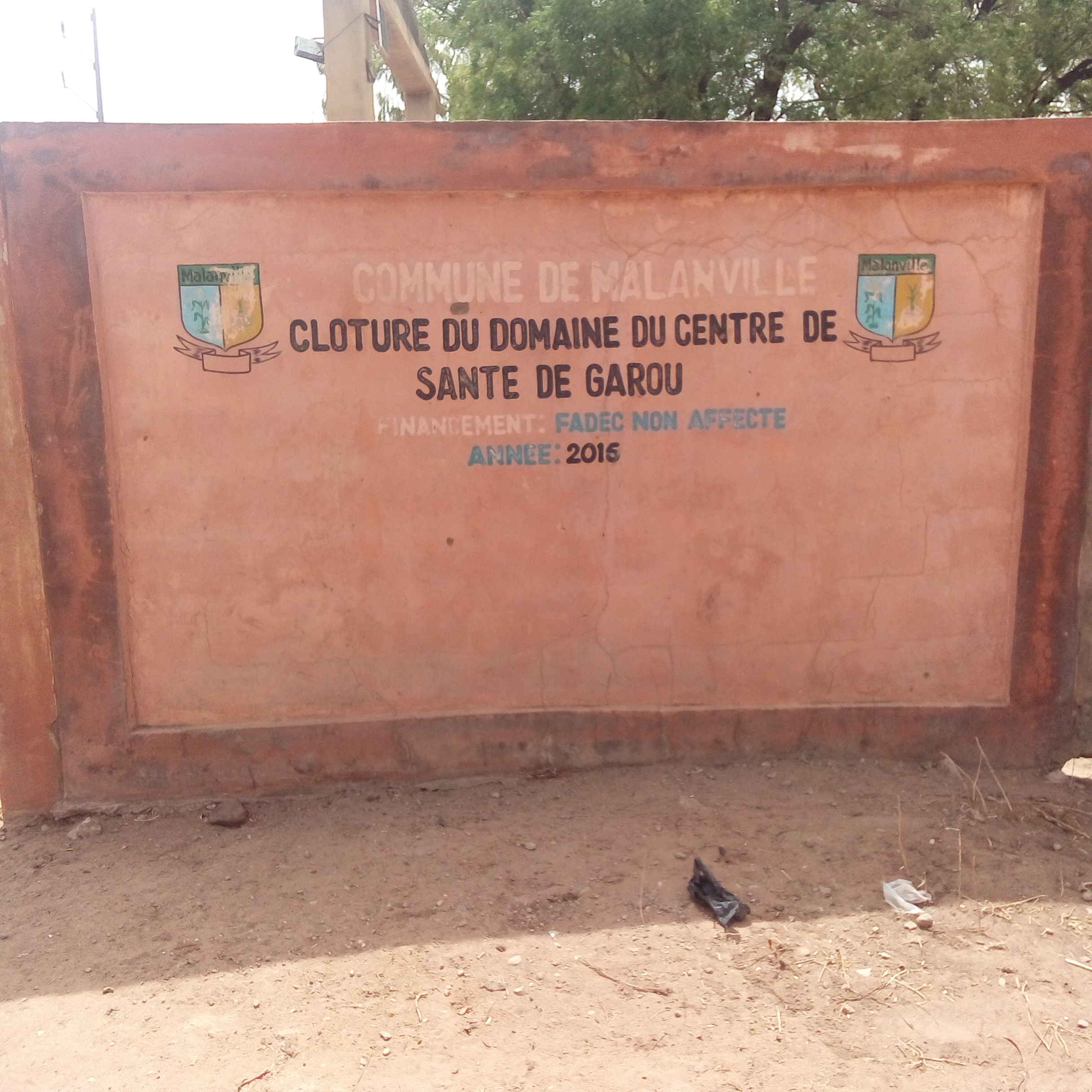
Clôture du centre de santé de Garou